# Anastas Mikojan
Anastas Hovhannesi (Ivanovič) Mikojan (armensko Անաստաս Հովհաննեսի Միկոյան, rusko Анаста́с Ива́нович Микоя́н), armenski (sovjetski) politik, * 25. november 1895, Sanahin, Ruski imperij (danes Armenija), † 21. oktober 1978, Moskva, Sovjetska zveza (danes Rusija).
Anastas, ki je starejši brat Artema Mikojana  se je šolal v sanahinskem semenišču, pri dvajsetih letih pa se je pridružil boljševikom in postal vodja revolucionarnega gibanja na Kavkazu. Leta 1918 so ga v Bakuju aretirale britanske čete, ki so posredovale v ruski državljanski vojni. Ko so ga izpustili, je nadaljeval z delom v Komunistični partiji in postopoma napredoval v njeni hierarhiji.
V frakcijskih bojih po Leninovi smrti je podprl Stalina in leta 1923 postal član partijskega Centralnega komiteja. Leta 1926 je postal ljudski komisar za zunanjo in notranjo trgovino in uvedel nekaj zamisli z zahoda, npr. proizvodnjo konzervirane hrane. Leta 1935 so ga izvolili v Politbiro. Najprej je bil udeležen pri trgovinskih pogajanjih z Nemčijo, med drugo svetovno vojno pa je bil odgovoren za organizacijo transporta zalog. Leta 1942 je postal član državnega obrambnega komiteja, leta 1946 pa še podpredsednik Sveta ministrov.
Na oblasti je ostal tudi po Stalinovi smrti in sicer kot minister za trgovino v vladi Malenkova. V boju za Stalinovo nasledstvo je podprl Hruščova in za nagrado postal premierov namestnik. Poleg tega je zasedal še nekaj položajev na področju trgovine in opravil precej državniških obiskov, med drugim v ZDA, Japonsko in Mehiko. Leta 1955 je bil član delegacije, ki je poskušala zgladiti spor s Titovo Jugoslavijo, leta 1962 je bil vpleten v kubansko raketno krizo (govoril je tudi špansko), naslednje leto se je udeležil Kennedyjevega pogreba, leta 1964 pa je bil dejaven tudi pri Hruščovovi odstavitvi. Tega leta je postal predsednik Prezidija Vrhovnega sovjeta in to funkcijo opravljal do naslednjega leta (1965), ko se je upokojil. Leta 1970 je izdal  spomine.
Pokopan je na moskovskem pokopališču Novodeviči.